# Евсикова, Татьяна Ивановна
Татья́на Ива́новна Е́всикова (21 марта 1962, Краснодар, Краснодарский край, РСФСР) — глава муниципального образования город-курорт Анапа с марта 2009 г. по 11 декабря 2012 г. Член партии «Единая Россия».

## Биография
Родилась в 1962 году в Краснодаре. В 1986 году окончила Кубанский государственный университет по специальности «юрист-правовед».  
С 1986 занимала должность инструктора организационно-юридического отдела Краснодарского горисполкома.
С 1992 года заведующая организационно-правовым отделом исполнительного комитета города Краснодара.
С 1994 по 2003 годы работала директором Лицензионной палаты администрации города Краснодара, первым заместителем директора государственного учреждения Краснодарского края «Центр по лицензированию, взаимодействию с контролирующими органами и хозяйствующими субъектами потребительского рынка».
С 2003 года — первый заместитель руководителя департамента экономического развития, инвестиций и внешних связей Краснодарского края.
С 2005 года — руководитель департамента проектного сопровождения, руководитель департамента экономического развития, инвестиций и внешних связей Краснодарского края.
С августа 2006 года назначена руководителем департамента инвестиций и проектного сопровождения Краснодарского края.
С лета 2008 года Т. Евсикова занимала должность вице-губернатора Краснодарского края.
В марте 2009 года была избрана мэром Анапы, набрав 93,3% голосов избирателей.
В декабре 2012 года подала в отставку с формулировкой «По состоянию здоровья».